# Cliff Green
Pour les articles homonymes, voir Green.
Cliff Green est un scénariste australien, né le 6 décembre 1934 à Melbourne et mort le 4 décembre 2020.

## Biographie
Cliff Green a reçu la médaille de l'ordre d'Australie en 2009.

## Filmographie

### Scénariste

#### Cinéma
- 1975 : Pique-nique à Hanging Rock
- 1976 : Let the Balloon Go (en)
- 1976 : Break of Day (en)
- 1977 : Summerfield

#### Télévision
- 1969-1970 : Homicide (en) (10 épisodes)
- 1971-1972 : Matlock Police (en) (6 épisodes)
- 1974 : Rush (1 épisode)
- 1978 : Against the Wind (en) (2 épisodes)
- 1981 : I Can Jump Puddles (en)
- 1984 : À cœur ouvert (2 épisodes)
- 1984-1985 : Special Squad (en) (2 épisodes)
- 1988 : Mission impossible, 20 ans après
- 1988-1990 : The Flying Doctors (en) (2 épisodes)
- 1990 : Skirts (en)
- 1992 : Phoenix (en) (3 épisodes)
- 1994-1995 : Janus (en) (3 épisodes)
- 1996 : Mercury (en) (13 épisodes)
- 1999 : Stingers (1 épisode)
- 2000 : Somebody in the Air (2 épisodes)
- 2002 : Marshall Law (en)

## Distinctions

### Récompenses
- Australian Writers' Guild Award :
  - Meilleur scénario pour un film 1976 (Pique-nique à Hanging Rock)

### Nominations
- Saturn Award :
  - Saturn Award du meilleur scénario 1979 (Pique-nique à Hanging Rock)